# Сократ
Сокра́т (гр. Σωκράτης; МФА: [ˈsɒkrətiːz]; прибл. 470–399 до н. е.) — грецький філософ з Афін, який вважається засновником західної філософії та одним з перших філософів етичної традиції думки. Загадкова постать, Сократ не написав жодного тексту і відомий в основному завдяки посмертним розповідям класичних письменників, зокрема, його учнів Платона і Ксенофонта. Ці розповіді написані у формі діалогів, в яких Сократ і його співрозмовники обговорюють якусь тему в стилі запитань і відповідей; вони дали початок літературному жанру сократівського діалогу. Суперечливі свідчення про Сократа роблять реконструкцію його філософії майже неможливою — ситуація, відома як сократівська проблема. Сократ був неоднозначною фігурою в афінському суспільстві. У 399 році до н. е. його звинуватили у безбожництві та негативному впливі на погляди молоді. Після суду, який тривав один день, його засудили до страти. Свій останній день він провів у в'язниці, відмовившись від пропозицій допомогти йому втекти.
Діалоги Платона є одними з найповніших розповідей про Сократа, які дійшли до нас з античності. Вони демонструють сократівський підхід до таких галузей філософії, як раціоналізм та етика. Платонівський Сократ дав своє ім'я концепції методу Сократа, і навіть сократівської іронії. Сократівський метод запитання, або еленхус, формується в діалозі з використанням коротких питань і відповідей, уособленням якого є ті платонівські тексти, у яких Сократ та його співрозмовники розглядають різні аспекти проблеми або абстрактного сенсу, що зазвичай стосується однієї з чеснот, й опиняються в глухому куті, зовсім не в змозі визначити те, що, як їм здавалося, вони зрозуміли. Сократ відомий тим, що зазначав про своє повне невігластво; він казав, що єдине, що він усвідомлює, це своє незнання, намагаючись натякнути, що усвідомлення нашого незнання є першим кроком у філософствуванні.
Сократ вплинув на філософів пізньої античності і далі надає його в сучасну епоху. Сократа вивчали середньовічні та ісламські вчені, він відіграв важливу роль у думці італійського Відродження, особливо в рамках гуманістичного руху. Цікавість до Сократа не слабшала, що знайшло свій відбиток у роботах Серена К'єркегора і Фрідріха Ніцше.  Фрідріх Гаєк в своїй книзі "Конституція свободи" пише, що  "Сократівський принцип, за яким визнання нашого незнання є початком мудрости, має глибоке значення для нашого розуміння суспільства."  (С.30) Зображення Сократа в мистецтві, літературі та популярній культурі зробили його широко відомою фігурою в західній філософській традиції.

## Біографія

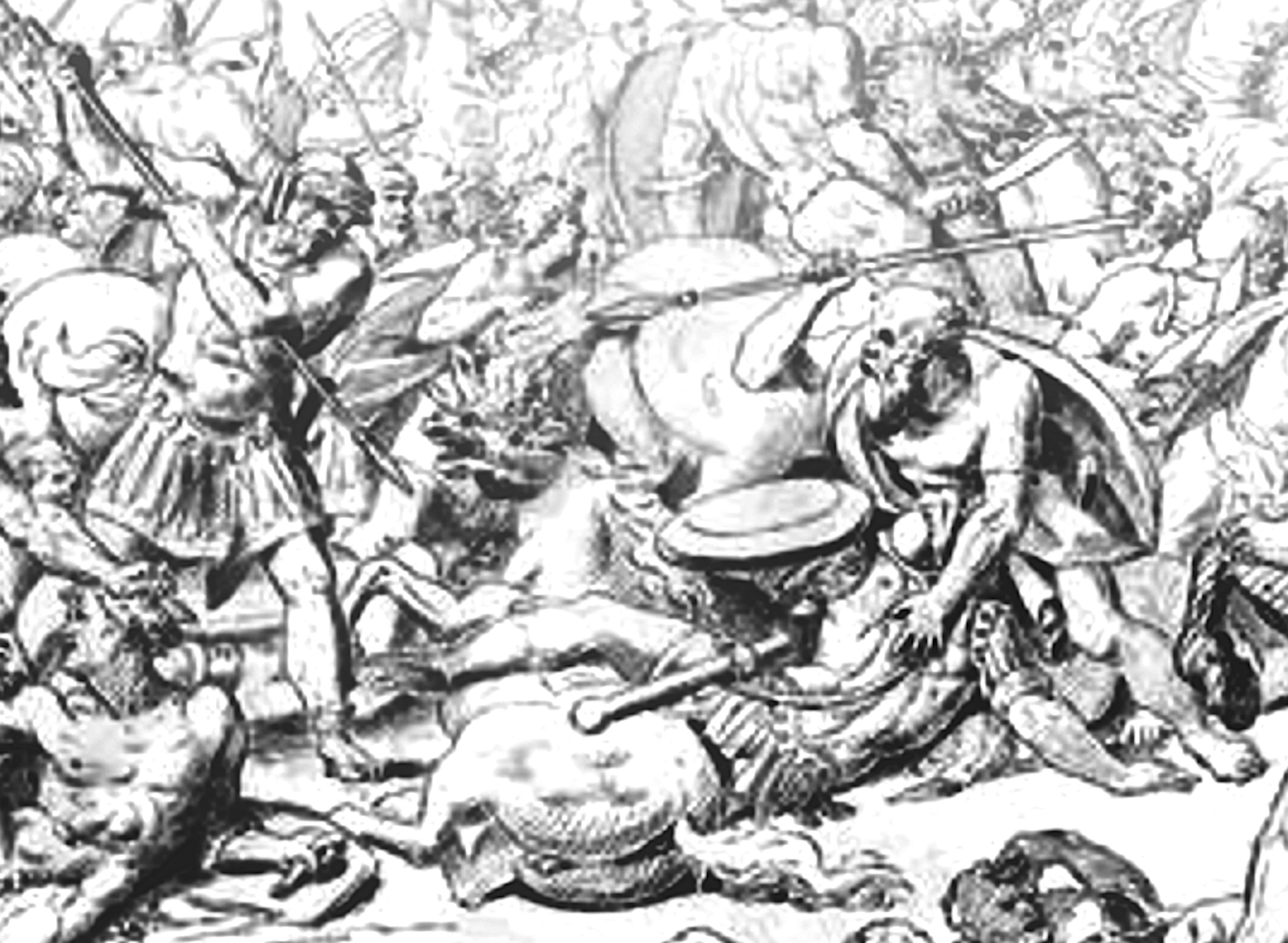
Облога Потідеї (432 до н. е.): Афіняни проти коринфян (деталь). Сцена із Сократом (у центрі), який рятує Алківіада. Гравюра XVIII ст.

### Сім'я

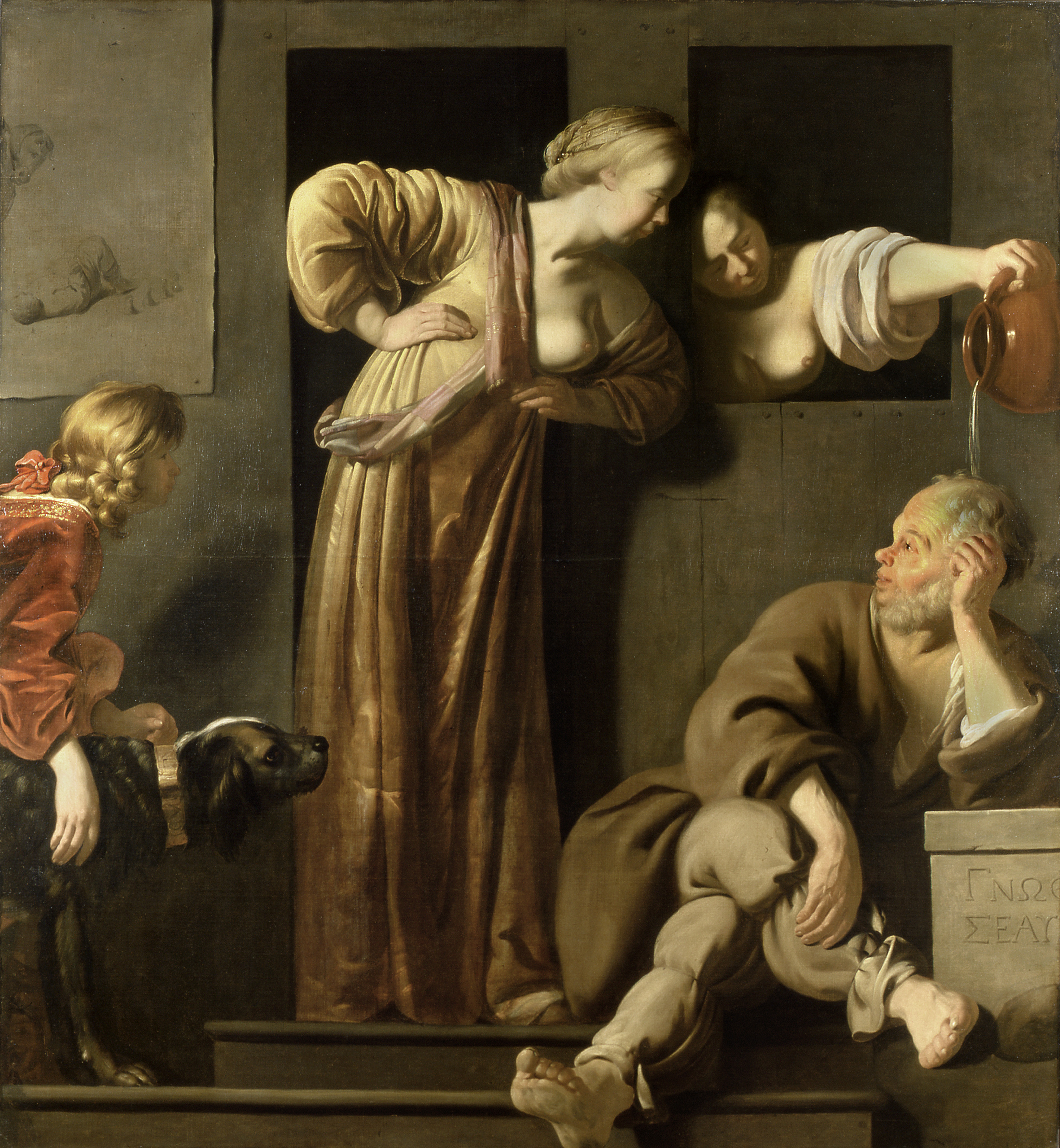
«Сократ, дві його дружини та Алківіад» Рейєра ван Бломендаля. Замість горщика Ксантіппа обливає чоловіка холодною водою з гідрії.

### Суд над Сократом

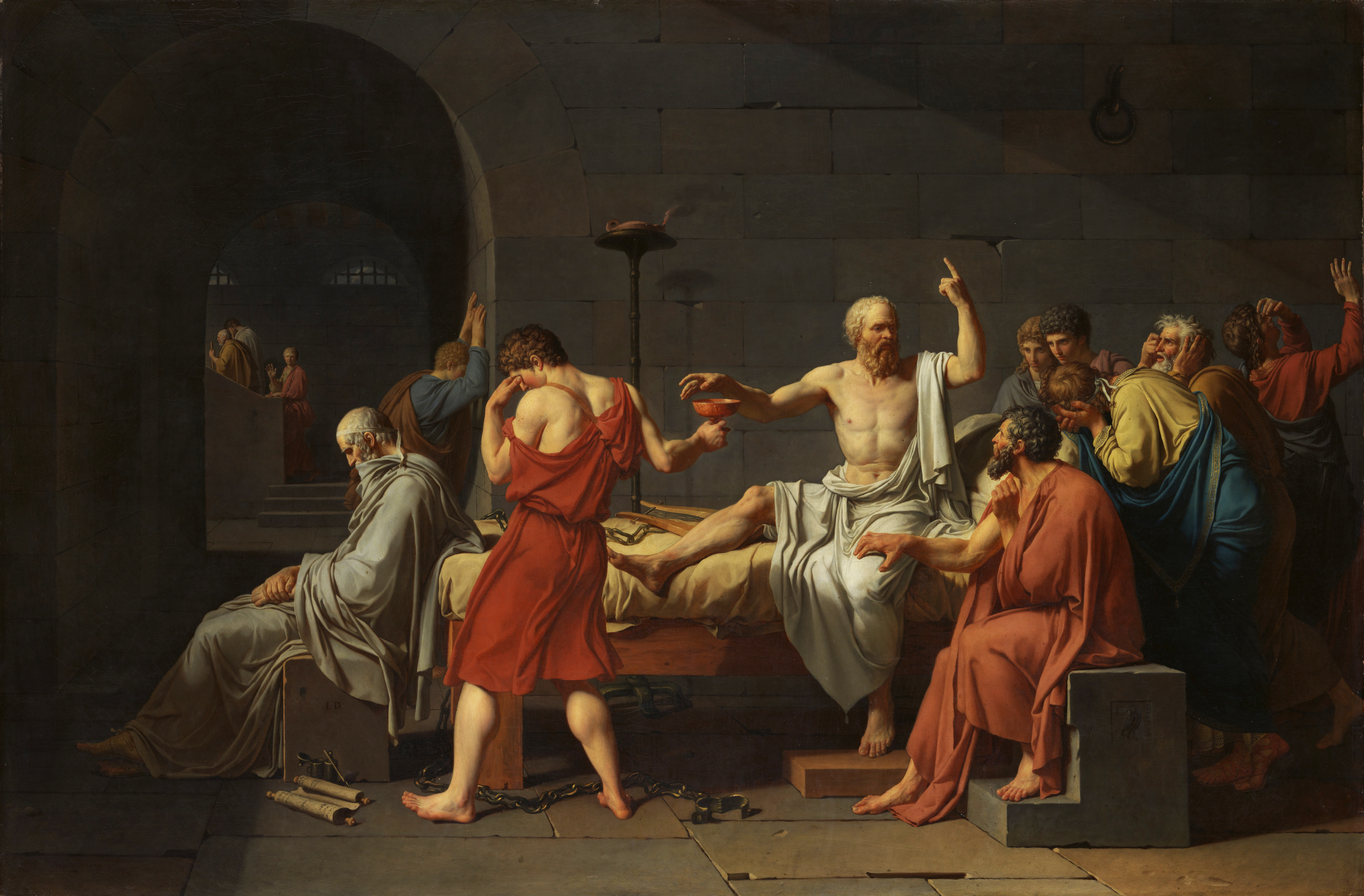
«Смерть Сократа» Жак-Луї Давіда (1787). В останню ніч у в'язниці Сократа відвідали друзі. Його бесіда з ними стала приводом для написання Платоном «Критона» і «Федона».

### Смерть

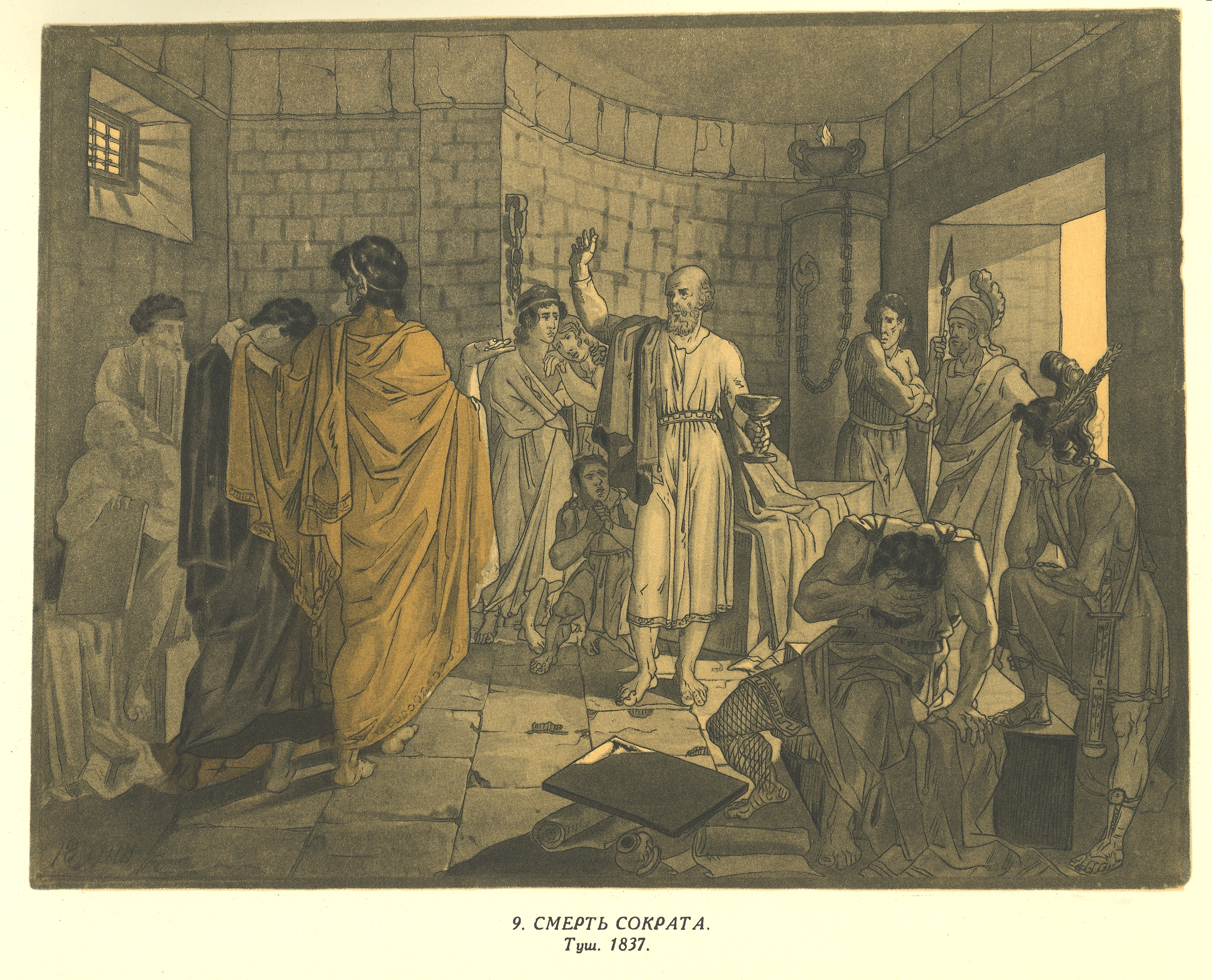
Т. Г. Шевченко, «Смерть Сократа», 1837